# 士力架

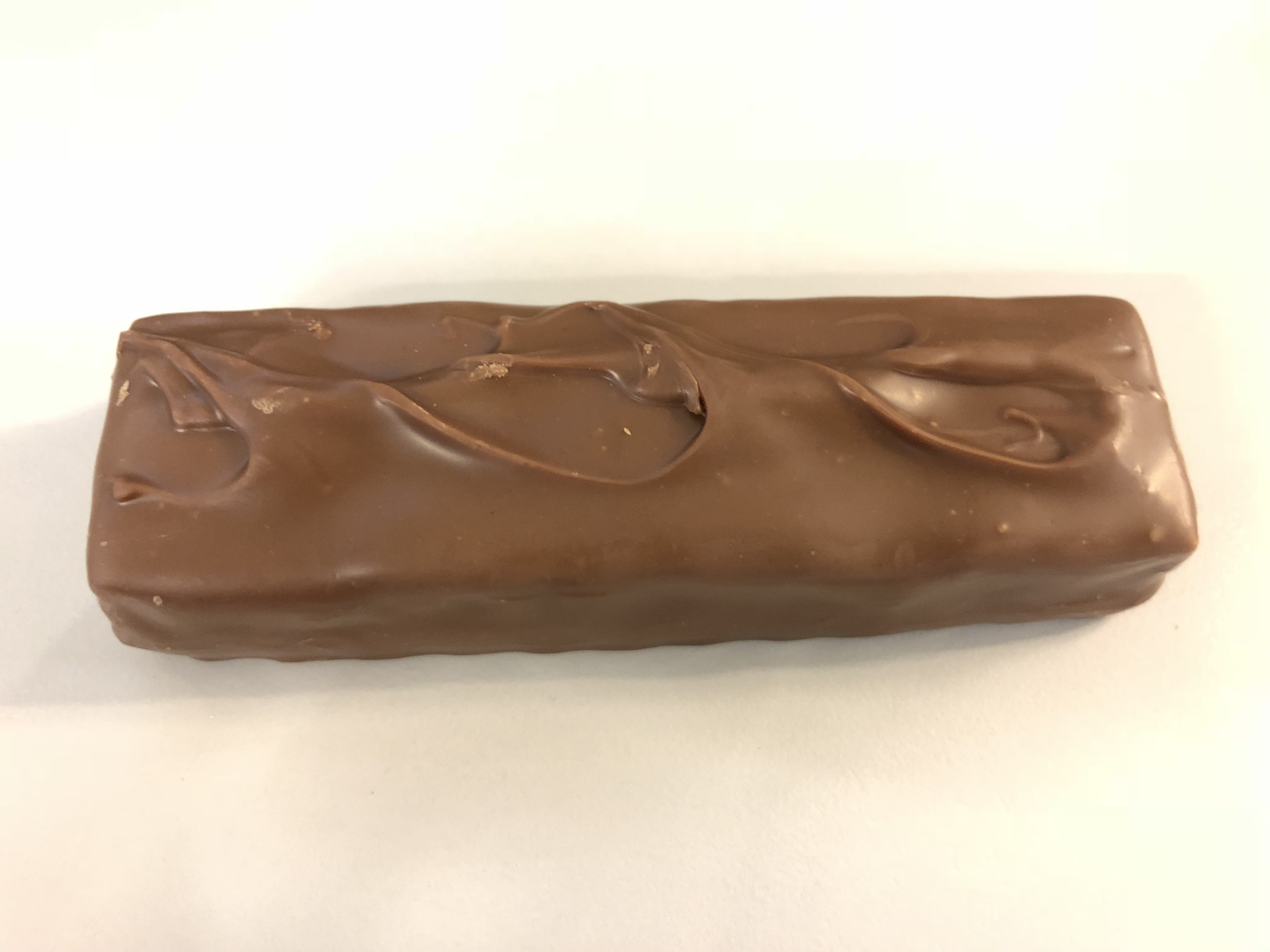
士力架

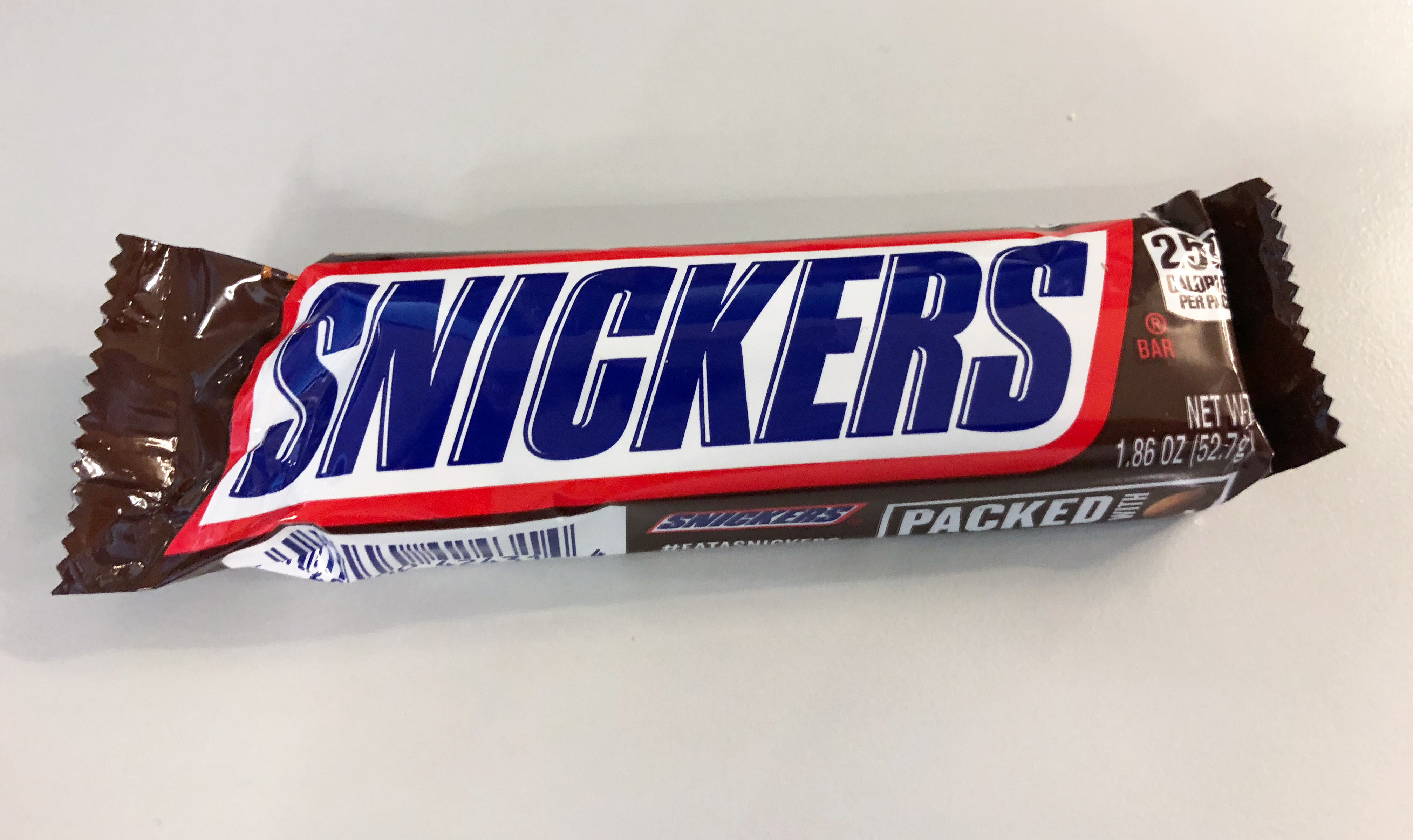
士力架包裝

士力架（英語：Snickers）是一种巧克力棒，由美国玛氏食品制造。士力架内含花生、焦糖和“牛轧糖”，外部包裹以牛奶巧克力。士力架一直以来广为畅销，是全球最流行的巧克力棒，全球年销额达20亿美元。
“士力架”英文名是Snickers，但是在英国和爱尔兰曾经以“Marathon（马拉松）”的名字进行过销售。近年来，一些地区的市场上有销售“Snickers Marathon”品牌的能量棒（energy bar）。在2008年5月，曾有一些传言说玛氏食品可能会重新发布Marathon品牌的巧克力棒。

## 历史
从1930年开始，玛氏家族开始生产它们的第二个产品，名字取自自家钟爱的马匹。

### 在英国和爱尔兰的别称
在英国和爱尔兰，Snickers最初的名字是Marathon，直到1990年才更换到了Snickers这一国际通用商品名。在更换名字开始之前的18个月中，产品包装上印有“Internationally known as Snickers”（全球通用名Snickers）的字样。在更名之后，Snickers(原Marathon)在英国巧克力棒销量排行榜从第九位升至第三位。不过，改名后的Snickers带来的负面影响就是，产品名和英国英语描述“内裤”的词汇knickers很接近，容易导致人们的联想。
玛氏在英国又将原商标申请为英国注册商标。更名后，有一些人因为钟情旧名字或其他原因，还发起了还回Marathon活动。

### Snickers Duo
在2004年，由英国食品饮料联合会（Food and Drink Federation）发起了一项“食品与健康宣言（Manifesto for Food and Health）”活动，在此期间，特大装Snickers巧克力棒被更换为其他规格。英国食品饮料联合会的食品与健康宣言活动中，包含了一组向食品业界发起的七项倡议，这些倡议包括：减少单位产品尺寸、更明确得标签、减少脂肪、糖分、盐分。从这些倡议发出后，玛氏公司就在2005年撤下了其特大装Snickers，更换成了共享装。一位玛氏的发言人说道：“我们的超大装巧克力棒将会被替换为两个更小的共享装销售，消费者可以分享给朋友们或者分次享用。特大号(king-size)将不再供应。”
于是，由两个小包组成的Snickers Duo替换了原来的特大装。尽管新品的重量从3.5盎司（99克）减少到了3.29盎司（93克），但是售价没有改变。将一个大号巧克力棒分为两个包装销售可以让消费者与他人分享，或者更方便分次食用。在Snickers Duo的外包装上甚至由手把手教你怎样分成两份的四格插图。不过Snickers Duo的包装方式，受到了英国肥胖论坛和英国消费者委员会的一些不满。

### 在澳大利亚召回
在2005年7月，由于一系列恐吓信声称将会对巧克力棒投毒，澳大利亚新南威尔士的数万条Snickers和Mars Bars被撤下了柜台。玛氏公司官方收到了来自不明身份的人发来的信件，他声称会在零售商店货架上的巧克力棒中投毒，并且在最后一次发信的时候夹带了一个最后被检测出混合了市售老鼠药的巧克力棒。恐吓信中还提到了作案者准备向其他七种巧克力棒中投毒。玛氏公司出于安全考虑，决定大量召回Snickers。玛氏公司还表示，恐吓分子并没有勒索金钱，仅对不明身份的第三方表示了强烈不满和抱怨。

## 成分
士力架的构成成分有：牛奶巧克力（白砂糖，可可液块，可可脂，脱脂乳粉，乳糖，乳脂肪，精炼食用植物油，乳化剂（大豆磷脂），食用香料），花生仁，葡萄糖浆，白砂糖，脱脂乳粉，乳脂肪，精炼食用植物油，食用盐，鸡蛋蛋白粉，食用香料。
引用自2010年9月中国大陆销售的“士力架”花生夹心巧克力包装。

## 含有士力架的产品
在2000年初期，深度油炸的巧克力棒（包括士力架和瑪氏巧克力棒）在美国的一些餐厅十分流行，尽管每根巧克力棒包含大约440千卡（1800千焦）的热量，它们依然收到欢迎。
2006年，英国食品委员会声称，厨艺名人Antony Worrall Thompson的“Snickers派”是世界上最不健康的甜品。这种包含了5条Snickers巧克力棒的食品，一片所含的热量就高达1250千卡（5200千焦），是一个成人平均一天所需能量的一半以上。不过此项批评发出的2年前，就是Antony Worrall Thompson在BBC播出的制作Snickers派的节目上，主持人也说明了这种甜品并不适合作为日常享用。
在芝樂坊餐館（The Cheesecake Factory），有一种“Snickers巧克力棒芝士蛋糕”，就是将一整条烤过的Snickers放在原味芝士蛋糕中的甜品。

## 廣告

### 超級盃（Super Bowl）XLI廣告
在2007年2月4日，超級盃XLI比賽中，Snickers的廣告播放引來了同性戀組織的不滿，他們將抗議提給了新澤西州Hackettstown的Masterfoods USA公司，它是瑪氏食品公司的一家子公司。廣告片的內容是兩位汽車修理工在享用Snickers的時候不小心碰到了嘴唇，也就是說他們無意間“接吻”了，當他們意識到了之後，立刻大喊“快！做些男人們才做的事！”。此廣告有四個版本，“做些男人們才做的事”分別有“拔胸毛”、“用扳手互掄”、“喝機油”，但是第四個版本中，出現了第三位修理工，並問他們這裡是否可以容得下他們三人。

很快，對Masterfoods公司的這則廣告的抗議出現了，人們指責這條廣告是歧視同性戀。 Human Rights Campaign的主席Joe Solmonese說："在職業體育賽事中，這樣的對兩男性接吻的歧視性畫面，會讓全國上下引起無數不必要對同性戀的反感，還在學校中的男女同性戀者將會遭到身心兩方面的打擊。"Gay and Lesbian Alliance Against Defamation (GLAAD) 主席Neil Giuliano 說" Snickers, Mars和NFL播放這則無理的廣告是不可原諒的."隨後Masterfoods公司從網站和各處撤下了這則廣告。 

### You're not you when you're hungry

#### 香港
2015年，Snickers一輯以「十做九錯，全因肚餓？」為題的平面廣告於香港港鐵站張貼。該輯廣告以「肚餓語錄」匿名引述各政治人物、藝人的名句，如: 鍾樹根議員:「你知唔知羞恥點寫呀？Same! Same on you!」、前特首董建華:「貴姓呀，陳生？」、藝人連詩雅:「Rest In Piece」，以及陳克勤議員:「Try my breast」等。

### 明星廣告
2012年，邀請李香琴和蔡曜力拍攝以足球作主題的廣告。